# Galvanotypie

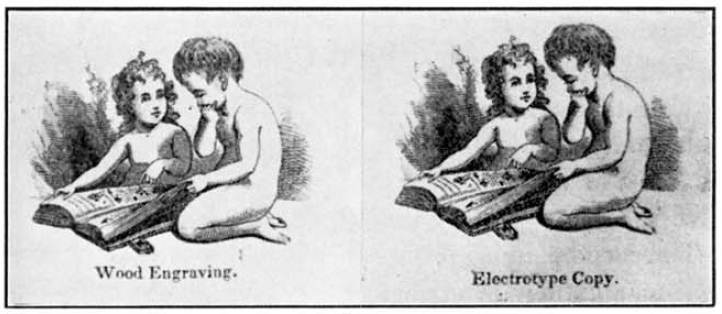
Comparaison : gravure sur bois à gauche, et cliché galvanotype à droite (États-Unis, 1840).

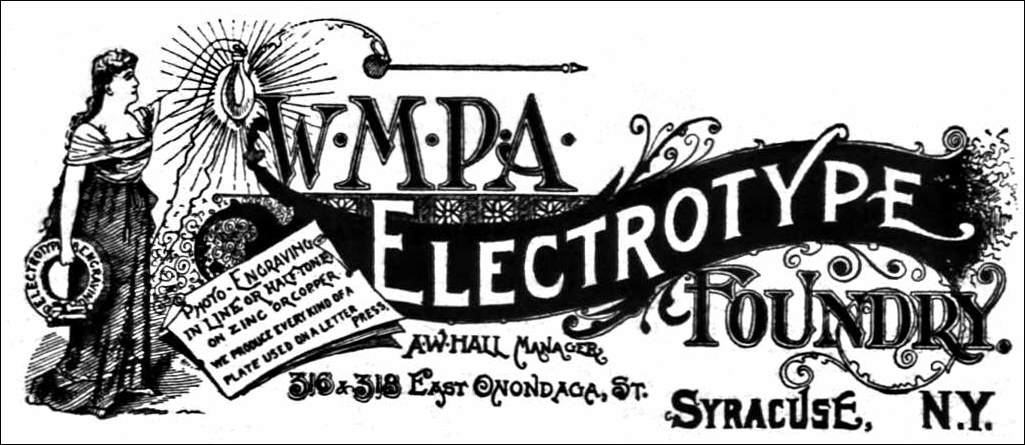
Publicité d’une entreprise de galvanotypie (electrotype) aux États-Unis, 1894.

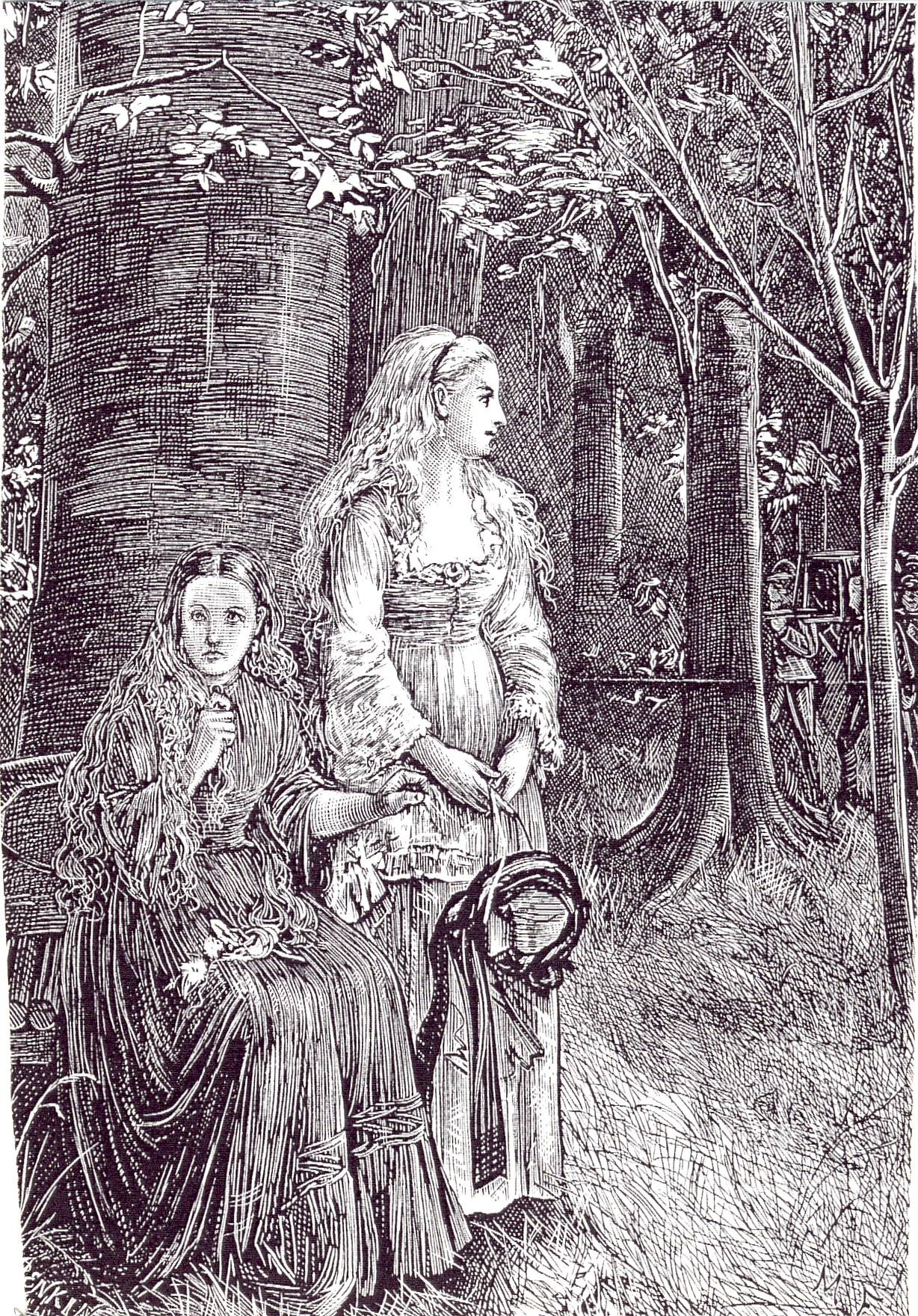
Gravure sur bois reproduite par galvanotypie (illustration de M. Fitzgerald pour Carmilla de Le Fanu, 1872).

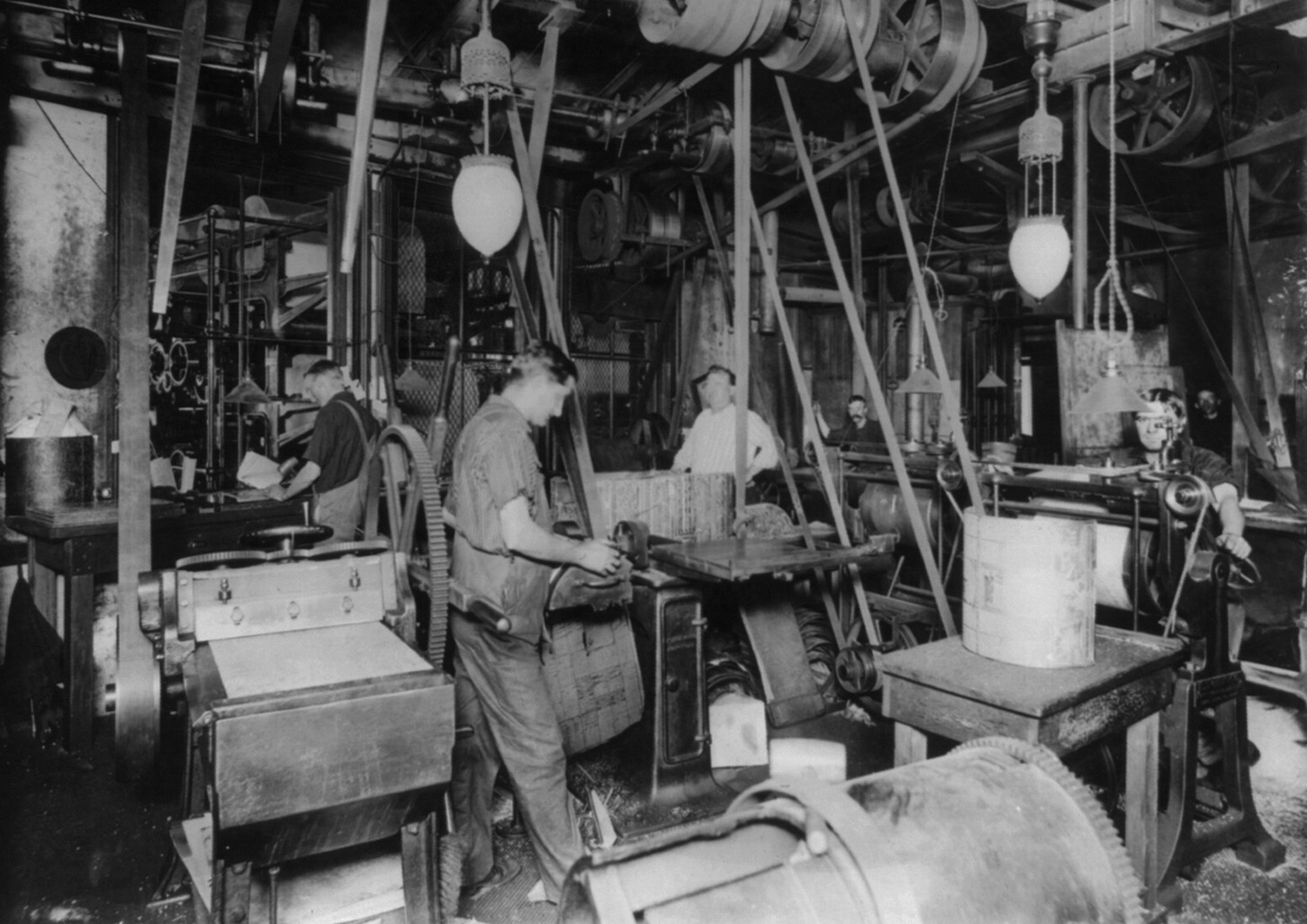
Atelier de galvanotypie du New York Herald, 1902.

La galvanotypie (de Galvani, et type, forme d’impression en relief) est un procédé de reproduction à l'identique d'un modèle original, une application de la galvanoplastie, dans le domaine de l’imprimerie. Elle permet d’obtenir par électrolyse des moulages métalliques pour fabriquer des formes imprimantes en relief, appelées clichés ou stéréotypes, ou des formes en creux comme pour la gravure au burin, en taille-douce ou à l’eau-forte.

## Histoire
La galvanoplastie se développe au début du XIXe siècle avec les travaux de l’Italien Luigi Valentino Brugnatelli et surtout de Moritz Hermann von Jacobi à Saint-Pétersbourg, qui propose en 1837 le nom de galvanoplastie, en hommage à Galvani. Jacobi réalisera par ce procédé les sculptures de la cathédrale Saint-Isaac de Saint-Pétersbourg. De son côté, la même année, Thomas Spencer poursuit les mêmes recherches en Angleterre. En France, la maison Christofle utilise industriellement la galvanoplastie.
Le domaine de l’imprimerie ne manque pas de s’y intéresser. Avec le développement des journaux et des livres, la composition des textes par le procédé inventé par Gutenberg et la demande en illustrations sont difficilement satisfaits. Il s’agit de multiplier les formes imprimantes des textes, des images, ou des deux combinés, au moyen de stéréotypes obtenus par moulage. La galvanoplastie offre des possibilités infinies grâce à sa précision. La mince plaque de cuivre obtenue est remplie au dos de plomb typographique, puis montée sur bois à hauteur de papier. Firmin Didot l’utilise en 1848 pour imprimer le billet de cent francs provisoire, avec l'aide d'Anatole Hulot, lequel sera employé par Jean-Jacques Barre pour imprimer le premier timbre français, le vingt centimes noir, grâce au même procédé.

## Techniques
La pièce à mouler ou à métalliser reçoit une couche de plombagine ou de graphite, en poudre impalpable, ou encore d’iodure d’argent, qui joue d’une part un rôle de conducteur électrique, spécialement lorsque l’objet n’est pas métallique lui-même (plâtre, gravure sur bois, etc.), et d’autre part facilite le démoulage. Cette partie est reliée au pôle négatif d’une pile (cathode), tandis qu’une électrode en métal destiné à l’opération (cuivre par exemple) est branchée au pôle positif. L’ensemble est plongé dans un bain conducteur (eau). Sous l’effet du courant électrique, le métal sous forme de cations quitte l’anode et va se déposer sur la cathode. Lorsque l’épaisseur du métal déposé est suffisante, on arrête l’opération et on retire la pièce de métal ainsi formée.

### Clichés en relief
Une composition typographique, en caractères en plomb assemblés, reçoit un tel traitement : il se forme une empreinte en creux. Ce moule va de nouveau recevoir une galvanoplastie, qui donnera une empreinte exactement semblable à la première, qui peut être reproduite plusieurs fois. Ainsi ces formes, montées sur des blocs de bois pour avoir la « hauteur typographique », pourront être imprimées sur autant de presses différentes, tandis que la composition typographique sera distribuée et les caractères réutilisés pour une autre composition.
De la même façon, on peut reproduire une gravure sur bois. On peut également reproduire sur un même cliché une composition de texte et d’illustrations par gravures.

### Clichés en creux
Bien que ce soit moins courant, il est possible de réaliser une gravure sur le type de l’eau-forte : le graveur travaille exactement de la même façon, en grattant avec une pointe la surface d’une plaque de cuivre protégée par un vernis : toutes les parties du métal mises à nu deviendront un trait. Au lieu de plonger la plaque dans un bain d’acide, on la branche, cette fois comme anode, dans un bain d’électrolyse. Le cuivre quitte donc la plaque aux endroits non protégés, qui se creusent. À l’impression, les traits creusés retiendront l’encre, qui se déposera sur le papier.